# Auchan 3-as busz (Debrecen)
A debreceni Auchan 3-as buszjárat a Széna tér és az Auchan Áruház között közlekedett 2013. március 31-ig. 2011. december 3-tól a Decathlon Áruháznál is megálltak a buszok. A Széna tértől az Auchan Áruházhoz nem kellett menetjegy, a visszaútra jogosító ingyenes vásárlói menetjegyet az Auchan pénztárnál történő fizetéskor kellett kérni. A Decathlon Áruház esetében a lepecsételt vásárlást igazoló blokkot kellett felmutatni.

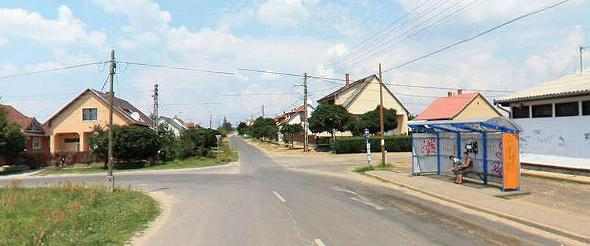
Széna tér

## Útvonala
| Széna tér – Auchan Áruház: | Auchan Áruház– Széna tér: |
| --- | --- |
| - Széna tér - Alma utca - Borzán Gáspár utca - Diószegi út - Hét Vezér utca - Budai Nagy Antal utca - Sámsoni út - Kassai út - Nyíl utca - Füredi utca - Balmazújvárosi út - Auchan Áruház | - Auchan Áruház - Balmazújvárosi út - Füredi utca - Nyíl utca - Kassai út - Sámsoni út - Budai Nagy Antal utca - Hét Vezér utca - Diószegi út - Borzán Gáspár utca - Alma utca - Széna tér |

## Megállóhelyek

### Széna tér - Auchan Áruház
| idő | megállóhely neve         |
| --- | ------------------------ |
| 0   | Széna tér                |
| 5   | Alma utca                |
| 8   | Bihari utca              |
| 11  | Budai Nagy Antal utca 9. |
| 13  | Kurucz utca              |
| 15  | Sámsoni út, ABC          |
| 17  | Abonyi utca              |
| 20  | Kassai út                |
| 25  | Bem tér                  |
| 32  | Decathlon Áruház         |
| 34  | Auchan Áruház            |

### Auchan Áruház - Széna tér
| idő | megállóhely neve      |
| --- | --------------------- |
| 0   | Auchan Áruház         |
| 2   | Decathlon Áruház      |
| 9   | Bem tér               |
| 14  | Kassai út             |
| 17  | Thököly utca          |
| 19  | Budai Nagy Antal utca |
| 21  | Kurucz utca           |
| 23  | Hét Vezér utca        |
| 26  | Bihari utca           |
| 29  | Alma utca             |
| 34  | Széna tér             |

## Járatsűrűség
A járatok 9:00 és 19:00 kor közlekedtek. Csak szombaton és vasárnap indítottak 2-2 járatot.
Pontos indulási idők itt.